# 特鲁瓦皮站
特鲁瓦皮站，是法国的一个铁路车站，位于法国马恩省的特鲁瓦皮市镇范围内。

## 位置
特鲁瓦皮站位于特鲁瓦皮西部，埃佩尔奈-兰斯铁路正线上。车站大致呈南北走向，开口朝东。

## 车站概况
特鲁瓦皮站是一个通勤乘降所，没有自动售票机及人工售票窗口，乘客需上车后主动购票或使用通勤卡。经过特鲁瓦皮站的所有列车均经过兰斯站和埃佩尔奈站。
特鲁瓦皮站站内没有地下通道或天桥，前往下行方向站台（兰斯方向）的乘客需横穿铁路正线，因此该站存在一定的安全隐患。

## 车站历史
特鲁瓦皮站最初建于1849年，和埃佩尔奈-兰斯铁路同时投入使用。

## 停靠线路
以下列车线路在特鲁瓦皮站停靠：
| 特鲁瓦皮站列车线路表   |              |        |          |              |
| 线路                   | 车种         | 上一站 | 下一站   | 大致运行频率 |
| 香槟沙隆/埃佩尔奈—兰斯 | 法国大区列车 | 蒙布雷 | 兰斯白房 | 每天3趟左右  |
| 1.                     |              |        |          |              |

## 配套交通

### 大巴车
特鲁瓦皮站对应的大巴车上下车地点位于车站东侧。当某条铁路线施工或罢工时，SNCF会提供途径该线路沿途站点的大巴车。

### 市内交通
兰斯城市公交（Citura）提供前往特鲁瓦皮站的定制公交服务。

## 临近车站
| 特鲁瓦皮站（Gare de Trois-Puits） |                    |            |
| 上行车站                          | 线路               | 下行车站   |
| 蒙布雷站                          | 埃佩尔奈－兰斯铁路 | 兰斯白房站 |